# Ion Cazacliu
Ion Cazacliu (n.  1869, Cușelăuca, Basarabia – d. 1933, Chișinău) funcționar, politician român, membru al Sfatului Țării.

## Familie
Familia Cazacliu a jucat un rol important la Marea Unire; Ion Cazacliu a fost unchiul lui Grigorie Cazacliu și al lui Vladimir Cazacliu (cei doi, Grigore și Vladimir au fost frați).

## Sfatul Țării
Ion Cazacliu a fost membru al Sfatului Țării (precum nepoții săi), Parlamentul Moldovei între 21 noiembrie 1917 și 27 noiembrie 1918, fiind delegat pentru Sfatul Țării de organizațiile cooperatiste din ținutul Soroca. La data de 27 martie 1918 Ion Cazacliu a votat Unirea Basarabiei cu România. În cadrul Sfatului Țării a fost membru în Comisia bugetară.

## Galerie de imagini

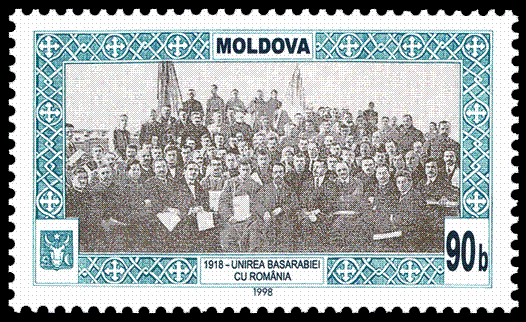
Moldovan stamp, 1998

## Vezi și
- Sfatul Țării
- Lista membrilor Sfatului Țării